# بلیز (فیلم ۲۰۱۸)
بلیز (به انگلیسی: Blaze) فیلمی محصول سال ۲۰۱۸ و به کارگردانی ایثن هاک است. در این فیلم بازیگرانی همچون بن دیکی، عالیه شوکت، سم راکول، استیو زان، کریس کریستوفرسون، ریچارد لینکلیتر، وایت راسل، جاش همیلتون و ایثن هاک ایفای نقش کرده‌اند.